# Coal Creek (Washington)
Coal Creek es un área no incorporada ubicada en el condado de King en el estado estadounidense de Washington.

## Geografía
Coal Creek se encuentra ubicado en las coordenadas 47°53′42″N 122°12′51″O / 47.89500, -122.21417.